# Xocavənd Rayonu
Xocavänd rayonu (azerbajdzjanska: Xocavənd) är ett distrikt i Azerbajdzjan. Det ligger i den södra delen av landet, 260 km väster om huvudstaden Baku. Antalet invånare är 40 500. Arean är 1 458 kvadratkilometer.
Terrängen i Xocavənd Rayonu är bergig västerut, men österut är den kuperad.
Följande samhällen finns i Xocavənd Rayonu:
- Müşkapat
- Xocavänd
- Hadrut
- Güneyçartar
- Karakend
- Metstaglar
- Tağaverd
- Kiş
- Qırmızı Bazar
- Sos
- Spitakshen
- Azıx
- Tumi
- Tuğ
- Xanoba
- Machkalashen
- Heşan
- Qarqar
- Kert
- Tağaser
- Zoğalbulaq
- Shekher
- Ningi
- Edilli
- Mashadishen
- Dudukchi
- Sarkisashen
- Mamedazur
- Gatsy
- Ciraquz
- Kendkhurd
- Susanlıq
- Mirushen
- Ataqut
- Yemişcan
- Dolanlar
- Qarahonç
- Paravatumb
- Khintaglar
- Avdur
- Zavadıx
- Ağdam
- Banazur
- Qağartsi
- Çaylaqqala
- Agdzhakend
- Qumızıqaya
- Kherkhan
- Arakül

Trakten runt Xocavənd Rayonu består till största delen av jordbruksmark. Runt Xocavənd Rayonu är det ganska tätbefolkat, med 62 invånare per kvadratkilometer.